# Vlag van Makkum

Vlag van Makkum

De vlag van Makkum is de dorpsvlag van het Nederlandse dorp Makkum, in de Friese gemeente Súdwest-Fryslân. Deze vlag is ontworpen door Klaes Sierksma. De vlag werd in 1955 aangenomen en in 1969 geregistreerd.
Bij gemeenteraadsbesluit van 19 april 1955 zijn een vlag vastgesteld voor de 27 dorpen van de vroegere gemeente Wonseradeel. Deze vlag is ontworpen door Klaes Sierksma.

## Ontwerp
De vlag bestaat uit diagonale vlakken van groen en geel rechtsgeschuind, met tussen in een zwarte dwarsbalk. Aan de mastzijde toont een blauwe verticale baan met daarin een wit blokje.

## Verklaring
De kleuren groen en geel zijn waarschijnlijk afgeleid van het dorpswapen. De herkomst en betekenis van de kleur zwart is onduidelijk. De mastzijde toont de vlag van Wonseradeel, de gemeente waar Makkum eerder tot behoorde.

## Variant

Variant met een zeemeermin

Sinds 2004 bestaat ook een variant van deze vlag gebruikt, namelijk eentje met de vlag van een witte zeemeermin uit het dorpswapen. De vlag is gepresenteerd aan de bemanning van de mijnenveger "Makkum".
De zeemeermin verwijst als teken van de scheepvaart, en in zijn handen houdt het schip en een kalkoven vast. Het schip verwijst naar de visserij, en kalkbranderijen vormt een belangrijk middel van bestaan.

## Zie ook

Wapen van Makkum